# Schloss Salenstein

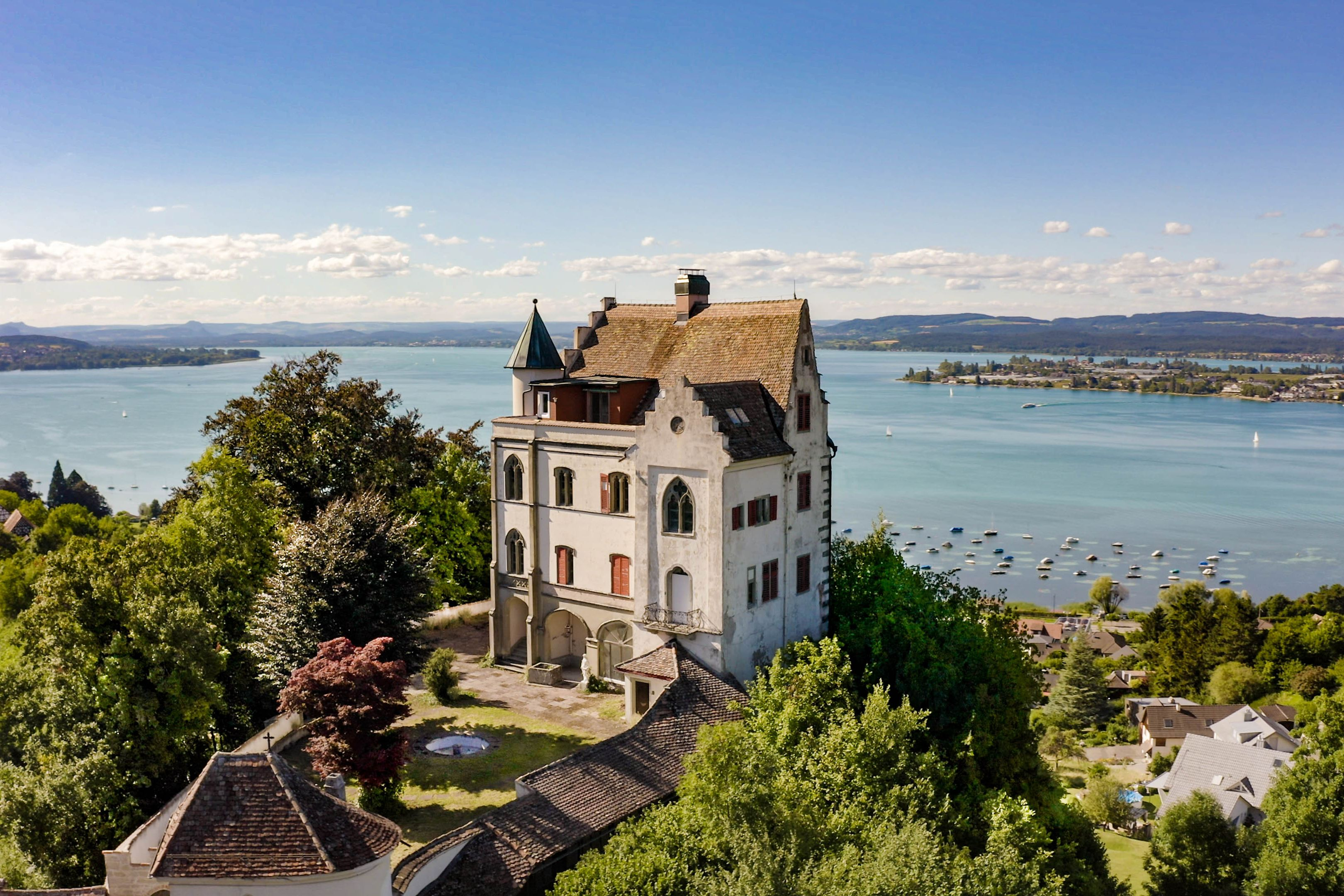
Historisches Schloss Salenstein aus dem 11. Jahrhundert im Kanton Thurgau, Südwestansicht

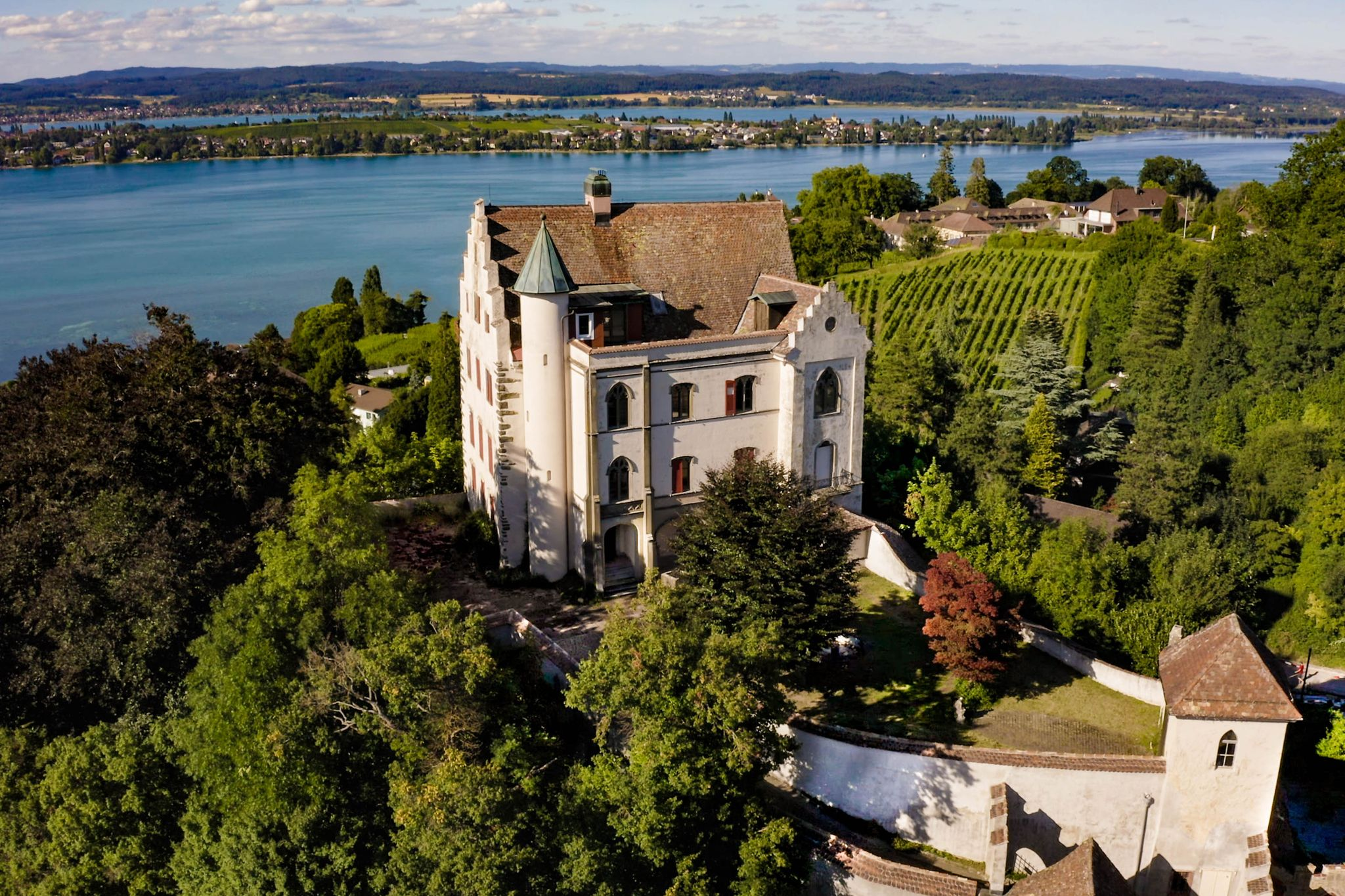
Südostansicht

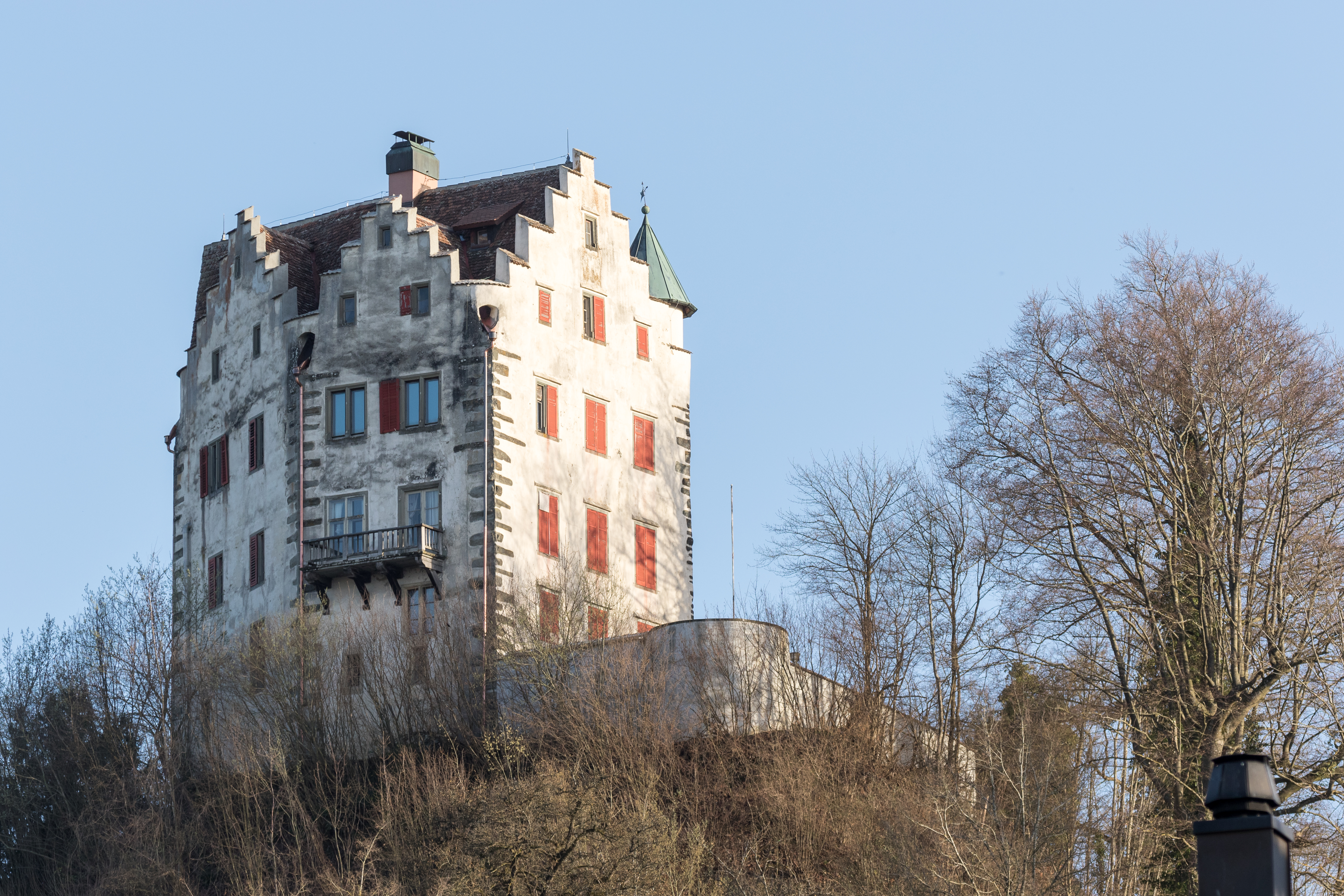
Nordwestansicht

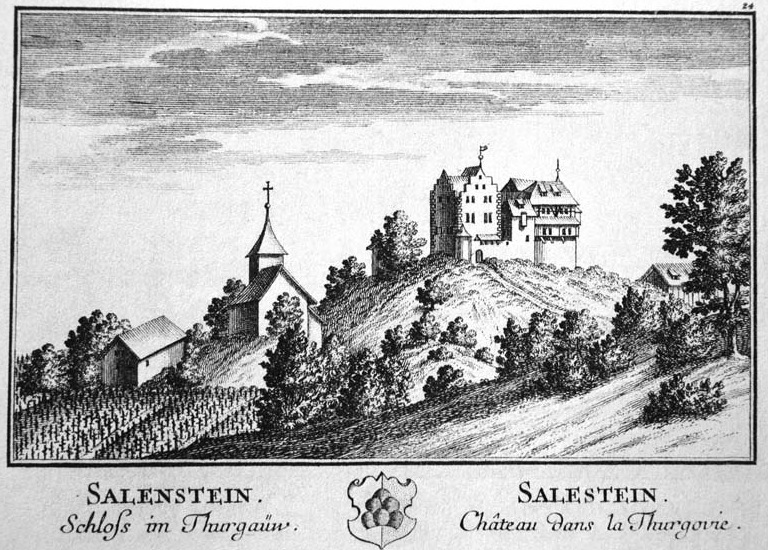
Salenstein auf einem Stich von David Herrliberger

Das Schloss Salenstein liegt in der Gemeinde Salenstein im Bezirk Kreuzlingen des Kantons Thurgau in der Schweiz.
In nächster Nähe standen ursprünglich zwei Burgen mit Namen «Salenstein»: Die hier beschriebene Burg Ober-Salenstein und auf einem Geländesporn derselben Felsrippe weiter unten die 1599 gebrochene (auf dem Stich von David Herrliberger als Mauerzahn hinter einem Baum angedeutete) und heute an der Oberfläche vollständig abgegangene Burg Nieder-Salenstein (bei einem Bauernhaus in der Flur Hinderburg). In etwa derselben Flucht befindet sich auf der anderen Tobelseite die heute noch bestehende und bei Herrliberger auch gezeichnete Kapelle Mannenbach, die 1155 von den Herren von Salenstein gestiftet sein soll, mit mittelalterlichen Fresken.

## Geschichte
Die Burg Ober-Salenstein entstand im 11. Jahrhundert. 1092 wurden die Herren von Salenstein erstmals urkundlich erwähnt als Ministeriale der Abtei Reichenau. Wie die Abtei verarmten sie in den folgenden Jahrhunderten und verkauften Salenstein 1375 an die Mundprat von Konstanz. 1530 gelangte das Schloss mit den daran hängenden Rechten an Kaspar von Hallwil und 1610 an die Edlen von Breitenlandenberg, die in der Nähe drei weitere Schlösser als Wohnsitz hatten. Im 18. Jahrhundert war es im Besitz bäuerlicher Familien. Wahrscheinlich von diesen dendrochronologisch datiert der Dachstuhl des heute noch stehenden Schlossgebäudes. Das Schloss wurden in diesen Jahrhunderten mehrere Male um- und ausgebaut.
Ursprünglich bestand die Burg Ober-Salenstein aus zwei Teilen: Dem älteren hinter heute einer Neugotikfassade verborgenen Kernbau (sogenanntes Altschloss) und einem bis ins 19. Jahrhundert bestehenden südlichen Anbau (eventuell dortiger Palas, sogenanntes Neuschloss) in annähernd gleicher Fläche auf der heutigen Gartenterrasse bis zum in der Höhe gekappten Turm beim Toreingang in den Zwinger zum Altschloss. Neben der Terrasse selbst ist vom Neuschloss heute nur noch ein im 19. Jahrhundert zu einer Kapelle mit Waschraum darunter umgebauter Eckturm in Richtung der südlichen Vorburg mit heute stattlichen Riegelhäusern vorhanden.
1828 wurde das gesamte Schloss von Oberst Charles Paquin erworben. Unter diesem soll zahlreiche frühere Innenausstattung verlorengegangen sein. Er liess auch das südöstliche Neuschloss – wohl zur Baumaterialverwertung und Stopfen seiner Finanzlöcher – abbrechen, bis er in Konkurs ging. Dann ging es mit dem Kauf durch Kantonsrat Ammann von Ermatingen ausstattungsmässig wieder aufwärts. 1869 kaufte es Baron Alexander von Herder, Enkel von Johann Gottfried Herder. Er renovierte das Altschloss im Innern gründlich und setzte auf dessen Südseite eine heute noch prägende neugotische Fassade im englischen Stil vor das bestehende mittelalterliche Mauerwerk. Heute hat das Schloss daher das Aussehen eines herrschaftlichen Landhauses des 19. Jahrhunderts, in dem aber ein mittelalterlicher Kernbau steckt. Unter den späteren Eigentümern verfiel das Schloss aber wieder.

## Gegenwart
Von 1979 bis Januar 2024 war das Schloss im Besitz der Winterthurer «Stiftung für Kunst, Kultur und Geschichte» des 2018 verstorbenen Bruno Stefanini. Dieser stand immer wieder in der Kritik, da er es ungenutzt verfallen liess. Zwischenzeitlich wurden lediglich verschiedene dringende Instandstellungs- und Unterhaltsarbeiten z. B. am Dach ausgeführt. Das Schloss wurde im Januar 2024 von dem Salensteiner Bürger Timo Hafner und der Leonis Immobilien AG erworben. Der Verkauf wurde von der auf historische Objekte spezialisierte FSP Fine Swiss Properties arrangiert, welche zuvor bereits Schloss Rümligen erfolgreich verkauft hatte. In Zusammenarbeit mit den zuständigen Behörden soll nun ein Sanierungskonzept gefunden werden, das zum Schloss und zur Gemeinde Salenstein passt.